# Govert Flinck
Govert o Govaert Teuniszoon Flinck (Cléveris, 25 de enero de 1615 - Ámsterdam, 2 de febrero de 1660) fue un pintor barroco holandés.

## Biografía
Nacido en Cléveris, su padre le puso como aprendiz con un comerciante de seda, pero habiendo adquirido secretamente una pasión por el dibujo, fue enviado a Leeuwarden, donde se hospedó en la casa de Lambert Jacobszon, un menonita, más conocido como un predicador itinerante que como un pintor.
Aquí Flinck se unió con Jacob Backer, y la compañía de un joven decidido como él mismo a ser artista sólo confirmado su pasión por la pintura. Entre los vecinos de Jacobszon en Leeuwarden estuvieron los hijos y parientes de Rombertus van Uylenburgh, cuya hija Saskia se casó con Rembrandt en 1634. Otros miembros de la misma familia vivieron en Ámsterdam, cultivando las artes tanto profesionalmente como aficionados. Los alumnos de Lambert probablemente tuvieron algún conocimiento de Rembrandt por relaciones con los Ulenburg. Ciertamente Joachim von Sandrart, quien visitó Holanda en 1637, encontraron a Flinck reconocido como uno de los mejores alumnos de Rembrandt, y viviendo habitualmente en casa del marchante Hendrik Uylenburg en Ámsterdam.
Durante muchos años Flinck trabajó en el estilo de Rembrandt, siguiendo el estilo de ese maestro en todas las obras que ejecutó entre 1636 y 1648. Con aspiraciones como pintor de historia, sin embargo, miró a las formas hinchadas y la gran acción de Pedro Pablo Rubens, que llevó a muchos encargos de pintura oficial y diplomática. Las relaciones de Flinck con Cléveris fueron con el tiempo muy importantes. Fue presentado en la corte del Gran Elector, Federico Guillermo I de Brandeburgo, quien se casó en 1646 con Luisa de Orange. Obtuvo el mecenazgo de Juan Mauricio de Nassau, quien fue nombrado estatúder de Cléveris en 1649. En 1652 un ciudadano de Ámsterdam, Flinck se casó en 1656 con una heredera, hija de Ver Hoeven, un director de la Compañía Holandesa de las Indias Orientales. Ya era entonces bien conocido incluso en los círculos patricios presididos por los hermanos Cornelis y Andries de Graeff y los Seix de Echevin; era amigo íntimo del poeta Vondel y el tesorero Uitenbogaard. En su casa, adornada con antiguos moldes, trajes, y una noble colección de grabados, a menudo recibió al estatúder Juan Mauricio, cuyo retrato aún se conserva en la obra del docto Barleius.

## Obras

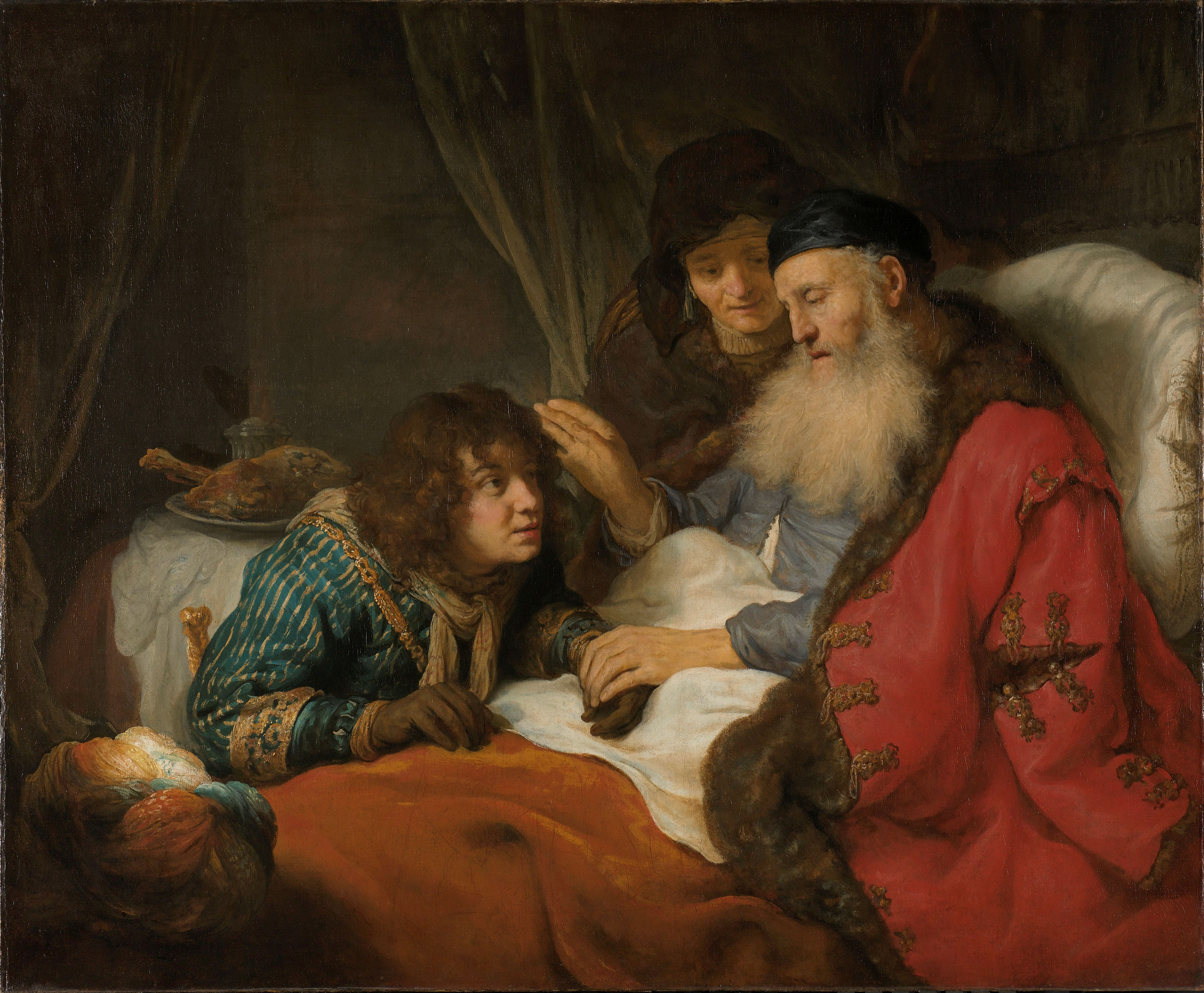
Isaac bendiciendo a Jacob (Rijksmuseum de Ámsterdam).

La pieza auténtica de Flinck más antigua es un retrato de una dama, datado en 1636, en la galería de Brunswick. Su primer cuadro temático fue Isaac bendiciendo a Jacob, en el museo de Ámsterdam (1638). Ambos son intensamente rembrandtescos en efecto así como en vigor del toque y calidez de las carnaciones. Los cuatro guardias cívicos de 1642, y los doce mosqueteros con su presidente en una butaca (1648); en el ayuntamiento de Ámsterdam, hay buenos ejemplos de retratos de grupo. Pero lo mejor de las producciones de Flinck en este estilo es el de la Paz de Münster en el museo de Ámsterdam, un lienzo con 19 figuras a tamaño natural llenas de animación en las caras, «radiantes con color rembrandtesco», y admirablemente distribuidos. Flinck aquí pintó su propio rostro a la izquierda en una entrada. El período manierista es ampliamente ilustrado en el Marco Curio comiendo nabos ante los enviados samnitas y Salomón recibiendo la sabiduría, en el Palacio en el Dam en Ámsterdam. Aquí es donde Flinck muestra la mayor parte de los defectos, de composición imperfecta, tonos chillones, ejecución plana y superficial, que parece como si hubiera sido manchada con polvo violeta y rojo.
La cronología de las obras de Flinck, hasta donde se encuentran en galerías públicas, comprende, además de los ya mencionados, la Barba gris de 1639 en Dresde, la Chica de 1641 en el Louvre, un retrato colectivo de hombre y mujer (1646) en Róterdam, una dama (1651) en Berlín. En noviembre de 1659 el burgomaestre de Ámsterdam contrató con Flinck doce lienzos para representar cuatro figuras heroicas de David y Sansón y Marco Curio y Horacio Cocles, y escenas de los bátavos y romanos. Flinck fue incapaz de acabar más que los esbozos. Tras su muerte se pidió a Rembrandt que acabara uno de los encargos, y produjo su última gran pintura de historia, la Conspiración de Claudio Civil, que las autoridades rechazaron.
En el mismo año recibió un reconocimiento halagador del ayuntamiento de Cléveris y la terminación de un cuadro de Salomón que era la contrapartida de la composición en Ámsterdam. Este y otros cuadros y retratos, como los de Federico Guillermo y Juan Mauricio, y la alegoría de Luisa de Orange atendida por la Victoria y la Fama y otras figuras en la cuna del primogénito del elector, han desaparecido. De varias pinturas que fueron pintadas para el Gran Elector, ninguna se conserva, salvo la Expulsión de Agar en el museo de Berlín.
Como muchos otros autores holandeses, Flinck cuenta con reducida presencia en museos españoles. El Museo Thyssen-Bornemisza de Madrid posee un Retrato de un caballero y el Museo Nacional de Arte de Cataluña de Barcelona posee una Cabeza de negro (c. 1640) atribuida a él, donada por el político y coleccionista Francesc Cambó.